# Аэрограф

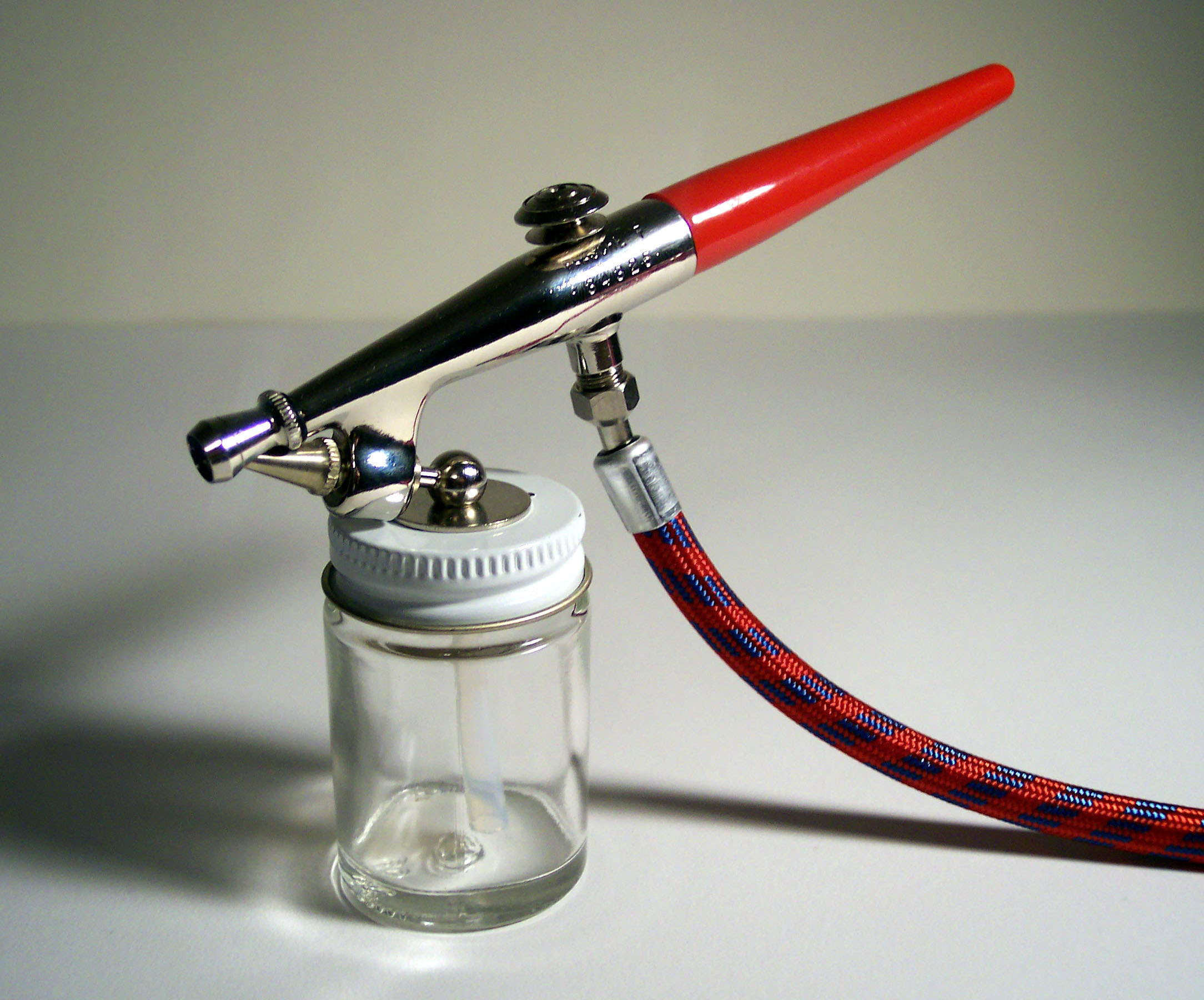
Paasche F#1, аэрограф одинарного действия с внешним смешиванием и нижней подачей краски

Аэро́граф или распыли́тель кра́ски — небольшой пневматический инструмент, пульверизатор, распыляющий краску или чернила. Сверху, сбоку или снизу у него прикреплена небольшая ёмкость для эмалей, куда под давлением подается воздух.
Работа аэрографа использует метод пневматического распыления: поток воздуха под давлением проходя через узкое отверстие, образует струю.

## История
Первый аэрограф был запатентован в 1876 году (номер патента 182389 от 19 сентября 1876 года) Фрэнсисом Эдгаром Стэнли (Francis Edgar Stanley) из города Ньютон штата Массачусетс. Стэнли и его брат-близнец позже изобрели процесс непрерывного покрытия фотографических пластин (Stanley Dry Plate Company), создал паровой автомобиль Stanley Steamer.
Аэрограф впоследствии был улучшен Эбнером Пилером (Abner Peeler). В этом аэрографе использовался ручной компрессор, и он был запатентован как «для живописи акварелью и других художественных целей». Это был довольно сырой продукт, состоящий из множества запасных частей, обнаруженных в ювелирной мастерской, таких как старые отвёртки и сварочные горелки. Пилер потратил четыре года на разработку рабочего варианта. Патент на разработку был продан в 1882 году Либерти Уолкапу, который учил технике аэрографии американского импрессиониста Уилсона Ирвина.
Первый аэрограф современного типа появился в 1893 году, представленный компанией художественных материалов Таера и Чандлера (Thayer и Chandler) на Всемирной выставке в Чикаго после усовершенствования его Чарльзом Бердиком (Charles Burdick). Это устройство, похожее на перо, работало иначе, чем устройство Пилера, являясь по существу похожим на современный аэрограф. Эти аэрографы по-прежнему производятся и продаются в Англии.

## Тип смешения воздушного и красочного потоков
- Внутреннее смешение — это уже полноценный инструмент, где смешивание красочного материала и воздуха происходит внутри корпуса — распыляющей головки. Именно такой тип является основным в работе аэрографиков. В конструкцию входит корпус, игла, материальное сопло и сопло воздушное.
- Внешнее смешение — довольно простой и неприхотливый тип аэрографа. Предназначен, как правило, для окрашивания больших площадей, не имеет сложных элементов конструкции и может быть сделан даже из пылесоса или шариковой ручки;

## Тип управления
- Одинарного действия — управление происходит только по одному из каналов воздушному или красочному. Например, проточные конструкции, в которые с неизменным расходом подаётся воздух, а распыление материала происходит при нажатии на триггер (курок) — ярким представителем подобной схемы является известный в народе как «Белорусский аэрограф». С управлением по воздушному каналу — в режиме умолчания клапан перекрывающий воздух закрыт, но стоит спустить курок — как воздух устремляется наружу, образуя область пониженного давления, и вытягивает материал из красочной ёмкости. Такой аэрограф гораздо экономичней в плане потребления воздуха и на сегодняшний день вытеснил с рынка предыдущую конструкцию;
- Двойного действия — управление происходит по обоим каналам. И такой тип разделяется на ещё два:
- Зависимого (автомат) — подача происходит при нажатии, либо отводе назад, триггера.
- Независимого (ручной) при котором первым делом открывается воздушный клапан, вслед за этим подаётся краска. Эти действия заключены в одно и поэтому лишают возможности самостоятельно контролировать удельный расход краски и воздуха вне зависимости друг от друга;
- Независимого действия (механика) — универсальный вариант, так как процесс становится почти полностью контролируемым. Возможно применение некоторых эффектов.

## Тип подачи материала и расположения красочной ёмкости
- С верхней подводкой материала — краска в таких аэрографах переходит в корпус под действием гравитации. Если к этому добавить разрежение, то обладает лучшей пропускной способностью при повышенной вязкости материала;
- С нижней подводкой материала — краска попадает в корпус аэрографа только под действием разрежения. Как правило, такой тип имеет не жёстко зафиксированную ёмкость, а в качестве опций даже заменяемую, что очень удобно при работе с множеством цветов;
- С боковым расположением красочной ёмкости — значительным плюсом можно назвать его универсальность применения так как вращающееся присоединение позволяет работать как с вертикальными поверхностями, так и потолочными, краска при этом не выльется;
- С подводкой под давлением — не самый часто встречаемый тип аэрографа, способный работать с вязкими материалами. Внутрь красочной ёмкости подаётся воздушное давление тем самым помогая вытеснять больший объём краски.

## Тип посадки материального сопла
- С резьбовой, фиксируемой;
- С конической, фиксируемой самоцентрической;
- С комбинированной, фиксируемой самоцентрической;
- С плавающей самоцентрирующейся.

## По наличию механизмов предварительных настроек
- С ограничителем подачи материала — грифом. Полезная опция для создания линий одинаковой толщины, и не дающая оттянуть триггер больше положенного;
- С предварительной настройкой подачи материала. То же самое только сделать линию тоньше заданного не получится, так как ограничение устанавливается именно на этот отрезок хождения триггера;
- С предварительной подачей воздуха. Просто очень удобная функция дающая возможность регулировать давление воздуха.

## Пульфон
В керамике распылитель-пульфон (от нем. Pulfons, в свою очередь от лат. pulvis — «пыль, порошок» и лат. fons — «источник»)] используется для нанесения глазуровочного слоя.
Пульфоны также используются для тонирования дерева.